# Giada Oliviero
Giada Oliviero (Como, 2 gennaio 1993) è una calciatrice italiana, di ruolo difensore.

## Palmarès
- Campionato italiano di Serie A2: 1

Como 2000: 2010-2011
- Campionato italiano di Serie B: 1

Como 2000: 2015-2016